# Wilmer Flores
Wilmer Alejandro Flores García (nacido en Valencia, el 6 de agosto de 1991), es un jugador de cuadro de béisbol profesional venezolano que juega para Gigantes de San Francisco. Anteriormente jugó para los Diamondbacks de Arizona y Mets de Nueva York de las Grandes Ligas, y también en la Liga Venezolana de Béisbol Profesional con los Bravos de Margarita y los Navegantes del Magallanes.

## Carrera como beisbolista

### 2007
Flores firmó como agente libre internacional de Venezuela con la organización de los Mets el 6 de agosto de 2007, a la edad de 16 años.
 Salió en el ranking de los 100 jugadores más prometedores en las ligas menores por la revista Baseball America antes de las temporadas de 2009 (no. 47), 2010 (no. 88) y 2011 (no. 59).

### 2008
Los Mets designaron a Flores al equipo Mets de Kingsport de la Liga de los Apalaches de la clase Rookie, haciendo su debut el 17 de junio hasta el 25 de agosto de 2008. El 27 de agosto de 2008, Wilmer Flores fue asignado a los Savannah Sand Gnats de la Liga del Atlántico Sur de la Clase A (media). El 28 de agosto de 2008, Wilmer Flores fue asignado a los Ciclones de Brooklyn de la Liga Nueva York-Pensilvania (Clase A de temporada corta) hasta el 5 de septiembre de 2008. También ha sido nombrado al Equipo de las Estrellas de Novatos de Baseball America y al Equipo de las Estrellas de postemporada de APP ese mismo año.

### 2009
El 8 de octubre de 2009, Flores fue asignado a Savannah Sand Gnats de la Liga del Atlántico Sur. Comenzó en segunda base para el equipo, en el Juego de Futuras Estrellas Juego del 2009.

### 2010
El 8 de abril de 2010, Wilmer Flores volvió a ser asignado a los Sand Gnats 20 de junio de 2010.
El 24 de junio de 2010, Wilmer Flores fue asignado a los Mets de St. Lucie de la Liga del Estado de la Florida de la Clase A Avanzada (fuerte), hasta el 4 de septiembre de 2010.
El 12 de octubre de 2010, Flores hizo su debut con los Bravos de Margarita, perteneciente a la Liga Venezolana de Béisbol Profesional, hasta el 28 de diciembre de 2010.
En la Organización MiLB.com, participó en el Equipo de las Estrellas (2010) y la Liga del Atlántico Sur All- Star Team en (2010).

### 2011
10 de marzo de, 2011	SS Wilmer Flores asignado a New York Mets. El 18 de noviembre de 2011, los Mets enviaron a Wilmer Flores de nuevo a los St. Lucie Mets de la Florida State League de la Clase A Avanzada (Fuerte) para trabajar con él, con la posición de campocorto a la tercera base.

### 2012
En 2012 Flores fue seleccionado en la tercera base para el Juego de las Estrellas de la Florida State League. Se fue 3-de-4 con una anotada y tres carreras impulsadas, ganando honores mayoría del jugador valioso. También apareció en el Juego de las Futuras Estrellas por segunda vez en su carrera.
El 15 de marzo de 2012, Los Mets de Nueva York promovieron a Wilmer Flores a los Mets de Binghamton de La Liga del Este de la Clase Doble A. A pesar de que él ha sido parte de la organización desde los 16 años, que está recibiendo ansias para jugar en las mayores. ("Sólo quiero llegar a las grandes ligas"-dijo Flores). Termina la temporada 2012 con Promedio de bateo de .311 en 66 juegos con 8 cuadrangulares, 33 carreras impulsadas y 20 bases por bolas. El 5 de abril de 2012, Wilmer Flores asignado a St. Lucie Mets de Binghamton Mets. El 21 de junio de 2012, Wilmer Flores asignado a Binghamton Mets de St. Lucie Mets.

### 2013
E1 de abril de 2013, el	2B Wilmer Flores fue asignado a Las Vegas 51s de La Pacific Coast League de la Clase Triple A. El 18 de julio de 2013, Las Vegas 51s colocaron al 2B Wilmer Flores en la lista de lesionados de 7 días retroactiva al 16 de julio de 2013. Terminó su temporada hasta el 5 de agosto de 2013, con un Promedio de bateo .321 en 107 juegos con 15 cuadrangulares, 86 carreras impulsadas y 25 bases por bolas.
El 6 de agosto de 2013, Wilmer Flores hace su debut en las grandes ligas con el equipo de los Mets de Nueva York, convirtiéndose en el Venezolano N° 297 en las Grandes Ligas de Béisbol. Participó con el equipo hasta el 22 de septiembre de 2013, en 78 juegos con un Promedio de bateo .211 con 1 cuadrangular, 13 carreras impulsadas, 20 hit, 8 carreras anotadas, 5 dobles y 5 bases por bolas y 23 ponches en 95 turnos al bate.
El 10 de octubre de 2013, Wilmer Flores asignado a Bravos de Margarita. vuelve a participar en la Liga Venezolana de Béisbol Profesional temporada 2013-2014 desde el 27 de noviembre hasta el 29 de diciembre de 2013, en 23 juegos obtuvo un Promedio de bateo .211 con 3 jonrones, 19 carreras impulsadas, 33 hit, 7 carreras anotadas, 6 dobles y 9 bases por bolas y 10 ponches en 88 turnos al bate.

### 2014
En el 2014 Wilmer Flores compite en las 2 ligas de Estados Unidos, en Las Grandes Ligas de Béisbol con Los Mets de Nueva York desde El 2 de abril hasta el 28 de septiembre de 2014, en 78 juegos obtuvo un Promedio de bateo .251 con 6 jonrones, 29 carreras impulsadas, 65 hit, 28 carreras anotadas, 13 dobles y 12 bases por bolas y 31 ponches en 259 turnos al bate y en la Ligas Menores de Béisbol con Los Las Vegas 51s de la Pacific Coast League de la clase Triple A, desde El 6 de abril hasta el 23 de julio de 2014, en 55 juegos obtuvo un Promedio de bateo .322 con 6 jonrones, 18 carreras impulsadas, 29 hit, 13 carreras anotadas, 3 dobles y 3 bases por bolas y 13 ponches en 220 turnos al bate.
Wilmer Flores asignado a Bravos de Margarita, vuelve a participar en la Liga Venezolana de Béisbol Profesional temporada 2014-2015 desde el 26 de noviembre hasta el 29 de diciembre de 2014, en 24 juegos obtuvo un Promedio de bateo .211 con 3 jonrones, 19 carreras impulsadas, 33 hit, 7 carreras anotadas, 6 dobles y 9 bases por bolas y 10 ponches en 90 turnos al bate.

### 2015
En esta Temporada con Los Mets de Nueva York en la Liga Venezolana de Béisbol Profesional temporada 2015-2016, desde El 6 de abril hasta el 30 de septiembre de 2015, en 137 juegos obtuvo un Promedio de bateo .263 con 16 jonrones, 59 carreras impulsadas, 127 hit, 55 carreras anotadas, 22 dobles y 19 bases por bolas y 63 ponches en 483 turnos al bate.
Vuelve a participar con los Bravos de Margarita, desde El 26 de noviembre hasta el 4 de diciembre de 2015, en 5 juegos obtuvo un Promedio de bateo .286 con 1 jonrón, 2 carreras impulsadas, 4 hit, 5 carreras anotadas, 2 dobles y 2 bases por bolas y 2 ponches en 14 turnos al bate.

### 2016
El 12 de mayo de 2016, New York Mets colocaron a Wilmer Flores en la lista de lesionados de 15 días retroactivo al 11 de mayo de 2016. por sobrecarga en la corva izquierda.
El 24 de mayo de 2016,	Los Mets enviaron a Wilmer Flores en una asignación de rehabilitación con Los Binghamton Mets de La Eastern League d la Clase Triple A. desde El 24 de mayo hasta el 28 de mayo de 2016, en 5 juegos obtuvo un Promedio de bateo .235 con 0 jonrones, 1 carreras impulsadas, 4 hit, 1 carreras anotadas, 0 dobles y 1 bases por bolas y 2 ponches en 17 turnos al bate y con los Mets, desde El 8 de abril hasta el 10 de septiembre de 2016, en 103 juegos obtuvo un Promedio de bateo .267 con 16 jonrones, 49 carreras impulsadas, 82 hit, 38 carreras anotadas, 14 dobles y 23 bases por bolas y 48 ponches en 307 turnos al bate.

### 2017
El 3 de febrero de 2017, Wilmer Flores y los Mets fueron al arbitraje salarial. El infielder venezolano se convirtió en el primer jugador de los Mets que acude a un proceso de arbitraje salarial desde el mexicano Oliver Pérez en 2008. Flores solicitó un salario de US$2,2 millones, y los Mets ofrecieron $1,8 millones en la audiencia del viernes. Se esperaba que los jueces Mark Irvings, Sylvia Skratek y Robert Herzog decidan.
El 4 de febrero de 2017, Wilmer Flores gana caso de arbitraje con los Mets, y tendrá un salario de $2,2 millones en 2017, de acuerdo con un reporte de Jon Heyman de MLB Network el sábado. El club no ha confirmado el reporte. . Wilmer Flores adueñado del campocorto de los Mets